# Acanthopholis horridus
Acanthopholis horridus és una espècie de dinosaure nodosàurid que va viure al Cretaci inferior (de l'Albià fins al Cenomanià), fa uns 100 milions d'anys. Acanthopholis fou un herbívor quadrúpede que oscil·lava entre els 3 i els 5,5 metres de longitud i pesava uns 380 kg.